# Умайласулазда
Умайласулазда — село в Гунибском районе Дагестана. Входит в состав Тлогобского сельсовета.

## География
Село расположено на реке Кудиябор, на расстоянии 11 км к северо-западу от села Гуниб, административного центра района.

## Население
| 1939 | 1970 | 1989 | 2002 | 2010 | 2021 |
| ---- | ---- | ---- | ---- | ---- | ---- |
| 39   | ↘20  | ↘7   | ↘0   | ↗14  | ↘9   |